# 銅色短鰓燈魚
銅色短鰓灯鱼（学名：Nannobrachium cuprarium）为輻鰭魚綱燈籠魚目灯笼鱼科的其中一種。分布于大西洋海域，為深海魚類，棲息深度400-1000公尺，體長可達7.9公分。